# Carolina Pascual
Carolina Pascual född den 17 juni 1976 i Alicante, Spanien, är en spansk gymnast.
Hon tog OS-silver i rytmisk gymnastik i samband med de olympiska gymnastiktävlingarna 1992 i Barcelona.